# La Isla de Siltolá
La Isla de Siltolá es una editorial sevillana de poesía fundada por el poeta Javier Sánchez Menéndez en 2009.
“Siltolá es una isla que no existe -explica Javier Sánchez Menéndez en una entrevista de Corina Dávalos publicada en Nuestro tiempo:
“Siltolá, una isla para la poesía”-, es un sitio (…) exclusivo para los poetas (…). Y un estilo de vida. Defendemos el libro de un autor a contracorriente, el primer libro de poesía de autor sin premio, y lo que queremos es limpieza y transparencia”, nada de “morralla vanguardista” ni “surrealismo poético”. “Siltolá tiene mucha vida y muy pocos problemas económicos. Estoy aprovechando una estructura ya existente y los libros se venden. Hemos conseguido estar en las librerías de toda España”.
La editorial tiene una revista de poesía, Isla de Siltolá, creada con el objetivo, según su editor, de cubrir un hueco existente en el panorama literario y, del mismo modo, dar mayor difusión a la creación poética española e hispanoamericana contemporánea. En el consejo de redacción están Julio Martínez Mesanza, Luis Alberto de Cuenca, José Mateos, Olga Bernad y Abel Feu.
Una de las características más sobresalientes de las obras publicadas por esta editorial es, según señala Corina Dávalos, el diseño de las cubiertas de los libros de poesía, que poseen una cubierta ajedrezada reconocible que identifica a la editorial y la vincula con uno de los autores más insignes de la literatura española, Gómez de la Serna.

## Colecciones
- Agua (poesía para chicos y grandes).
- Agua salada (narrativa y prosa).
- Álogos (entradas de blogs).
- Anejos de Siltolá.
- Arrecifes (poesía).
- Inklinks de Siltolá.
- Isla de Siltolá (revista de poesía).
- Levante (diarios).
- Nouvelle (novela breve, cuento, microrrelato, aforismo).
- Otra orilla (ensayo).
- Siltolá-Poesía (poesía).
- Vela de Gavia (poesía).
- Tierra (poesía).